# Ophiacantha porrecta
Ophiacantha porrecta är en ormstjärneart. Ophiacantha porrecta ingår i släktet Ophiacantha och familjen knotterormstjärnor. Inga underarter finns listade i Catalogue of Life.